# Nazifpaşa, Pazaryeri
Nazifpaşa là một xã thuộc huyện Pazaryeri, tỉnh Bilecik, Thổ Nhĩ Kỳ. Dân số thời điểm năm 2011 là 53 người.